# Receptor sigma-2
El receptor sigma-2 (σ2R) es un subtipo de receptor sigma que ha llamado la atención debido a su participación en enfermedades como el cáncer y las enfermedades neurológicas. Actualmente está bajo investigación por sus posibles usos diagnósticos y terapéuticos.
Aunque el receptor sigma-2 se identificó como una entidad farmacológica separada del receptor sigma-1 en 1990, el gen que codifica el receptor se identificó como TMEM97 solo en 2016. Se demostró que TMEM97 regula el transportador de colesterol NPC1 y está implicado en la homeostasis del colesterol. El receptor sigma-2 es una proteína transmembrana de cuatro pasos ubicada en el retículo endoplásmico. Se ha encontrado que juega un papel tanto en la señalización hormonal como en la de calcio y la neuronal, así como en el proceso de proliferación y muerte celular y en la unión de antipsicóticos.

## Clasificación
El receptor sigma-2 se encuentra en la balsa lipídica y en varias áreas del cerebro, incluidas las altas densidades en el cerebelo, la corteza motora, el hipocampo y la sustancia negra. También se expresa altamente en los pulmones, el hígado y los riñones.

## Función
El receptor sigma-2 participa en una serie de funciones, incluida la proliferación celular, la señalización neuronal y la no neuronal. Gran parte de la función del receptor sigma-2 se basa en cascadas de señalización. La interacción del receptor con las proteínas EGFR y PGRMC1 permite que los receptores sigma-2 desempeñen diversos roles dentro de la célula a través de Ras, PLC y PI3K.

### Señalización no neuronal
Se ha encontrado que ocurre la unión de cierta cantidad de hormonas y esteroides, incluyendo testosterona, progesterona y colesterol con receptores sigma-2, aun en algunos casos con afinidad más baja que la del receptor sigma-1. Se piensa que la señalización causada por este receptor ocurra vía mensajero secundario de calcio y fosforilación dependiente de calcio, y en asociación con esfingolípidos seguida por liberación de calcio por el retículo endoplasmático. Los efectos conocidos incluyen disminución de expresión de efectores en la trayectoria de la diana de rapamicina en células de mamífero (mTOR), y supresión de ciclina D1 y Poli ADP ribosa polimerasa 1 (PARP-1).

### Señalización neuronal
La acción de señalización en las neuronas por los receptores sigma-2 y sus ligandos asociados da como resultado la modulación del disparo del potencial de acción mediante la regulación de los canales de calcio y potasio. También están implicados en la liberación vesicular sináptica y la modulación de dopamina, serotonina y glutamato, con activación y aumento de la actividad dopaminérgica, serotoninérgica y noradrenérgica de las neuronas.

### Proliferación celular
Se ha encontrado que los receptores sigma-2 se expresan altamente en las células en proliferación, incluidas las células tumorales, y desempeñan un papel en la diferenciación, la morfología y la supervivencia de esas células. Al ineractuar con las proteínas de membrana EGFR, los receptores sigma-2 desempeñan un papel en la regulación de señales posteriores como la proteína quinasa C (PKC) y la quinasa RAF (acrónimo de rapidly accelerated fibrosarcoma). PKC y RAF regulan la transcripción y la proliferación celulares.

## Ligandos
Los ligandos del receptor sigma-2 son exógenos e internalizados por endocitosis, y pueden actuar como agonistas o antagonistas. Por lo general, se pueden clasificar en cuatro grupos, que están relacionados estructuralmente. No se entiende completamente cómo se produce la unión al receptor sigma-2. Los modelos propuestos incluyen comúnmente un bolsillo hidrofóbico pequeño y uno voluminoso, interacciones electrostáticas de hidrógeno y, con menos frecuencia, un tercer bolsillo hidrofóbico. 
| Nombre de clase                                | Compuestos comunes                 |
| ---------------------------------------------- | ---------------------------------- |
| Análogos de 6,7-dimetoxitetrahidroisoquinolina | RHM-4, [18 F] ISO-1, [125 I] ISO-2 |
| Análogos de tropano y granatano                | BIMU-1, SW107, SW116, SW120        |
| Análogos de indol                              | Siramesine, Ibogaine               |
| Análogos de ciclohexilpiperazina               | PB28, F281                         |

Un estudio de los cuatro grupos ha revelado que se  necesita un nitrógeno básico y al menos un resto hidrófobo para unir un receptor sigma-2. Además, existen características moleculares que aumentan la selectividad para los receptores sigma-2, que incluyen regiones hidrofóbicas voluminosas, interacción nitrógeno-carboxílico y nitrógenos básicos adicionales.

## Uso diagnóstico

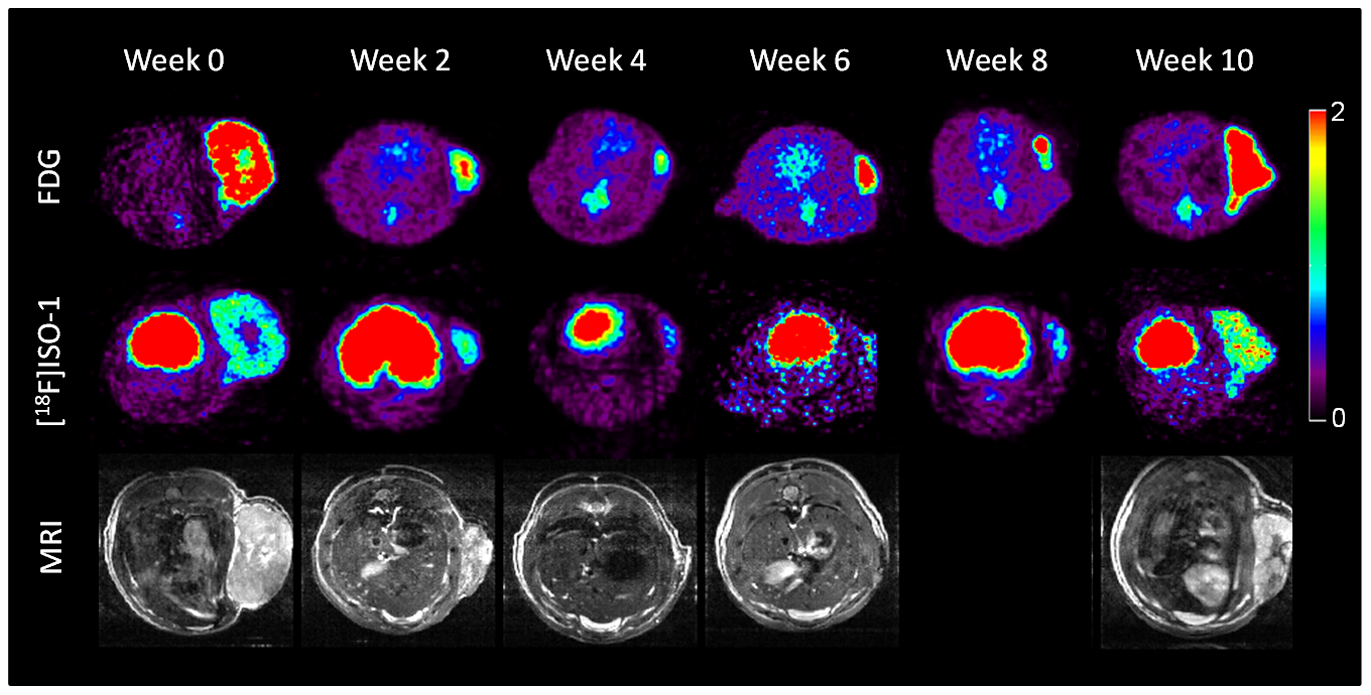
Figura que muestra varios escáneres de imágenes cerebrales diferentes usando ligandos del receptor [^{18}F] ISO-1 sigma-2. Las exploraciones permiten el seguimiento del crecimiento tumoral y la progresión del cáncer durante un período de 10 semanas. La figura también incluye imágenes de resonancia magnética para comparar con las imágenes de PET.

Los receptores sigma-2 se manifiestan altamente en cánceres de mama, ovario, pulmón, cerebro, vejiga, colon y melanoma. Esta novedad los convierte en un valioso biomarcador para identificar tejidos cancerosos. Además, los estudios han demostrado que se expresan más en tumores malignos que en tumores latentes.
Los ligandos del receptor sigma-2 exógeno han sido alterados para convertirlos en trazadores neuronales, utilizados para mapear las células y sus conexiones. Estos trazadores tienen una alta selectividad y afinidad por los receptores sigma-2, y una alta lipofilia, lo que los hace ideales para su uso en el cerebro. Debido a que los receptores sigma-2 se expresan altamente en las células tumorales y son parte del mecanismo de proliferación celular, los escaneos PET que usan trazadores dirigidos sigma-2 pueden revelar si un tumor está proliferando y cuál es su tasa de crecimiento.

## Uso terapéutico

### Neuropsiquiátrico
Debido a las capacidades de unión de fármacos neurolépticos antipsicóticos y varios neurotransmisores asociados con el estado de ánimo, el receptor sigma-2 es un objetivo viable para las terapias relacionadas con los trastornos neuropsiquiátricos y la modulación de la respuesta emocional. Se cree que está involucrado en la fisiopatología de la esquizofrenia, y se ha demostrado que los receptores sigma-2 son menos abundantes en pacientes esquizofrénicos.  Además, la fenciclidina (PCP, sigla en inglés), que es una antagonista de NMDA, puede inducir esquizofrenia. Se ha demostrado que la activación del receptor sigma-2 antagoniza los efectos de la PCP, lo que implica capacidades antipsicóticas. Los receptores sigma son un objetivo potencial para el tratamiento de la distonía, dadas las altas densidades en las regiones afectadas del cerebro. Los anti-isquémicos ifenprodil y eliprodil, cuya unión aumenta el flujo sanguíneo, también han mostrado afinidad con los receptores sigma. En ensayos experimentales en ratones y ratas, la siramesina del ligando del receptor sigma-2 redujo la ansiedad y mostró capacidades antidepresivas. En otros estudios en el cerebro de ratones y ratas se ha demostrado la inhibición de los radioligandos selectivos del receptor sigma por antidepresivos.

### Cáncer
Los receptores sigma-2 se han asociado con cáncer de páncreas, de pulmón, de mama, de próstata, de ovario y melanoma. Se muestra que las células tumorales sobreexpresan los receptores sigma-2, lo que permite posibles terapias contra el cáncer, ya que muchas respuestas celulares mediadas por el receptor sigma-2 ocurren solo en las células tumorales. Las respuestas de las células tumorales se modulan mediante la unión del ligando. Los ligandos del receptor sigma pueden actuar como agonistas o antagonistas, generando diferentes respuestas celulares. Los agonistas inhiben la proliferación de células tumorales e inducen apoptosis, de la cual se cree que se desencadena por la actividad de la caspasa-3. Los antagonistas promueven la proliferación de células tumorales, pero este mecanismo se entiende menos. Los ligandos del receptor sigma se han conjugado con nanopartículas y péptidos para administrar el tratamiento del cáncer a las células tumorales sin dirigirse a otros tejidos. El éxito mediante estos métodos se ha limitado a los ensayos in vitro. Además, el uso de receptores sigma-2 para atacar las células tumorales permite la sinergia de terapias farmacológicas contra el cáncer. Algunos estudios han demostrado que ciertos inhibidores del receptor sigma aumentan la susceptibilidad de las células cancerosas a la quimioterapia. Otros tipos de unión a los receptores sigma-2 aumentan la citotoxicidad de doxorrubicina, antinomiocina y otros medicamentos que destruyen las células cancerosas.  